# Le Somnambule (roman)
Pour les articles homonymes, voir Le Somnambule (homonymie).
Le Somnambule est un roman de Pierre-Henri Simon publié en 1960

## Résumé
En 1954, Laurent part soudainement à Paris. On donne son cahier intime au narrateur. Il commence à l'abbaye de Belloc au pays basque. Etant étudiant, il rencontre Françoise. Puis il épouse Louise. Ils s'installent à Cordouan. Vers 1939 il est arrêté par les nazis à Bordeaux. En 1952, il est enlevé par Armande à Amsterdam. Il quitte Louise et s'installe à Paris près de chez Armande. Louise meurt. Armande part à New York et il s'installe à Belloc où il meurt en ayant vécu comme un somnambule.